# Paromala elongata
Paromala elongata là một loài bướm đêm trong họ Geometridae.